# 포트 그릴리
포트 그릴리(Fort Greely)는 알래스카주 페어뱅크스에 있는 미국 육군의 포트 중 하나이다. 1955년 8월 6일, 아돌푸스 그릴리 소장의 이름을 따왔다. 표어는 "Home of the Rugged Professional→거친 전문가들의 집".

## 역사
브리티시컬럼비아주 도슨크릭와의 연결을 위해 알래스카 고속도로에서 리처드슨 고속도로로 이어지는 긴 교통로가 건설된 1942년에 미국 육군 항공대의 빅델타 육군 비행장(Big Delta Army Air Field)로 건설되었다.
육군 항공대가 1947년 9월 18일에 미국 공군로 분리되면서 빅델타 공군기지(Big Delta Air Force Base)로 개명되었지만, 공군부는 다음해 1948년 5월 1일부로 시설을 육군부로 넘겼다. 
1949년 7월 1일, 극지훈련소로 이름 짓고,  
1952년 9월 1일, 육군 극지센터로 개명되었다. 
1955년 8월 6일, 아돌프스 W. 그릴리 소장의 
1974년, 제172보병여단이 포트 그릴리에서 재소집되었다.
독일의 재통일과 바르샤바 조약 기구의 해체의 영향으로 냉전이 끝나자, 1991년에 시설의 규모가 급격히 줄어들었다.
2001년, 육군부는 포트 그릴리의 면적을 7,200 ac (29 km2)로 줄이고, 주변에 조성되어 있던 사격장과 훈련장을 포트 웨인라이트로 이전하였다.

## 시설

### 극지실험센터
1949년 육군부의 명령으로 그해 7월에 극지시험반(Arctic Test Branch (ATB))이 빅델타 공군기지에서 조직되었다. 1957년에 극지시험위원회(Arctic Test Board (ATB))로 개명되었고, 1962년부로 시험평가사령부 예하에 놓여졌다. 그 후로 1964년에 위원회는 시험센터로 커졌고, 1976에 한냉지 시험센터로 개명되었다.
1994년부터는 유마 실험장에서 관할하고 있다.
2024년, 한냉지시험센터(Cold Regions Test Center가 극지실험센터(Arctic Regions Test Center)로 개명하였다.

### 지상 기반 외기관 방어 유도탄 발사장
2003년부터 우주미사일방어사령부에서 관할하고 있는 외기권 내의 탄도탄을 유격할 탄도탄 요격유도탄의 발사단지가 설치있다.
지상 기반 외기권 방어(GMD) 체계의 유도탄 컴포넌트인 지상 기반 요격기를 운용할 제49미사일방어대대가 2003년 10월 16일에 제100미사일방어여단 소속이자 알래스카 육군 국가위병에 행정관리되는 부대로서 창설되었다. 

## 세입
- 제49미사일방어대대 (제100미사일방어여단)
- 한랭지 시험센터 (시험평가사령부)
- 제59통신대대 (네트워크기획원)
- 지상 기반 외기권 방어 알래스카 작전지원부
- 포트 그릴리 보건소
- 포트 그릴리 군수대응센터 (LRC-FGAK)
- 미국 육군 및 공군 교역처
- 국방식품국, 알래스카 지부
- 미국 우정청, 알래스카 지부

## 참고
1. ↑  “History”. 《U.S. Army Garrison Fort Greely》 (미국 영어). 2025년 5월 27일에 확인함.
2. 1 2  “History” (영어). Cold Regions Test Center Public Affairs Office. 2020년 10월 18일에 원본 문서에서 보존된 문서. 2020년 11월 21일에 확인함.

- “History” (영어). United States Army Alaska Public Affairs Office. 2020년 10월 21일에 원본 문서에서 보존된 문서. 2020년 11월 21일에 확인함.
- “Fort Greely”. 《globalsecurity.org》 (영어). 2020년 11월 21일에 확인함.